# まほろばきっさ
『まほろばきっさ』は、tugenekoによる日本の漫画作品。『まんがくらぶオリジナル』（竹書房）にて、2013年10月号と11月号にゲスト掲載された後、2014年2月号から2014年12月号まで連載。その後、同誌の休刊にともない『まんがライフMOMO』（同社刊）に移籍し、2015年2月号から2017年9月号まで連載した。連載話数は「○杯目」と表記されている。
2015年3月23日から4月22日まで、秋葉原にあるカフェ・シャッツキステにて、本作の展示が行われた。
同年7月に発売された『まんがライフセレクションラーメン大好き小泉さん増刊号』（同社）に本作がゲスト作品として掲載され、単行本第2巻に収録されている。

## ストーリー
イギリス出身のメイドのシオリはメイドの修行の一環として日本へやって来るも、雇ってもらえる家庭がみつからず途方に暮れていた。ひょんなことから忍び込んだ喫茶店「まほろば」で、店主（故人）の孫である地元の女子高生みなえと出会い、半ば成り行きでメイド喫茶を経営することになった。まほろばきっさに集うメイドたちと客らの日常を一回完結形式で描く

## 登場人物

### まほろばきっさ・店員
シオリ・シャーロット・K・サージェント
イギリス出身のメイド。23歳。おとぼけた性格のマイペースな店長。アイドル状態時には大抵何かの妄想をしている。店の経営は基本的にエミリーに任せっぱなしであるが、客に出す水の品質にはこだわりがあり、また、妙なところで利にさとい。
古賀みなえ（こが みなえ） / エミリー
15歳の高校生。シオリの押しの強さに折れて強引にメイドとしてアルバイトすることになった。「メイド姿が屈辱的である」という理由で、まほろばきっさで働いていることは学校や友人らには秘密にしている。メイドとしての勤務時はエミリーと名乗っている。また、眼鏡をとり髪型を変えるという簡単な「変装」をしているだけだが、なぜか店に出入りする友人らには「古賀さん」だとはバレていない。
木下あんず（きのした あんず）
専門学校生。シオリに無理矢理連れられて来て以来店員として働く。視線恐怖症であり、客が多くなると被り物(毎回バリエーションが異なる)で顔を隠している。
五条マリ（ごじょう マリ）
女子校に通う高校生。まほろばきっさに強引に押しかけてきてメイドとして働いている。お嬢様育ちであり、学友たちにも異常な持ち上げられ方をされていて、そのせいか極度の自信家である。ただし、これまで男性と接する機会がほとんどなかったために『筋金入りの純情乙女』になっており、男性客には(幼児相手ですら)まともな接客ができない。
三ヶ田りずな（みけだ りずな） / リズ
ネコを思わせる風貌の女性。20歳。金欠で空腹のところをシオリに「餌付け」されて以来まほろばきっさでメイドとして働くようになった。ノリが良く、数少ない「マトモな接客」のできる店員だが、日に20時間の睡眠を要する。

### 喫茶店の客たち
前田（まえだ）
みなえの同級生の女子生徒。天然ボケな性格をしており、変装したエミリーが「古賀さん」だと気づいていない。
高辻みこ子（たかつじみここ）
みなえの同級生の女子生徒。まほろばきっさ近くの神社で巫女をしている。みなえをストーカー的に慕っており、水着姿や寝顔を盗撮しようとしたり、メイド服やスクール水着などのみなえの着用済みの衣類に執着している。客たちのなかで唯一エミリーの正体を看破しているが、みなえの要請で周囲には内密にしている。
石井（いしい）、木村（きむら）、リアルジャッジ近藤（―こんどう）
みなえの同級生の男子生徒たち。メイドに惹かれてやって来る常連客。
桑原（くわばら）、清岡（きよおか）、東坊城（ひがしぼうじょう）
マリの後輩の女子生徒たち。お嬢様のマリを慕う取り巻きでもあり、マリの様子を見によく来店する。
めぐ / めぐっぺ
みなえの学校の女性教師。一見厳格な態度をとっているが、実はメイドに心酔している。

### ホアンハオカフェ・店員
グエン・ニオ
まほろばきっさの近隣に開店したベトナム風喫茶店「ホアンハオカフェ」の女性店長。この店ではアオザイを店員の制服としている。「メイドの品格を貶めている」として、シオリをライバル視している。
チャム、フーちゃん
ホアンハオカフェの女性店員たち。
唐橋アリカ（からはし アリカ）
マリの後輩の女子生徒。ホアンハオカフェを偵察するために、マリらによって送り込まれ、店員として働いている。声が大きく、たとえ秘密にしなくてはならないことであっても、思ったことをストレートに口にしてしまう"おバカキャラ"である。その彼女の失言のため、唐橋がスパイであることはニオたちには把握されており、さらに、スパイ作戦がニオにバレているということもまた、シオリたちは把握している
久松トモコ（ひさまつ トモコ）
マリの後輩の女子生徒。唐橋の働くホアンハオカフェが「如何わしい店」ではないかと心配してついて来て、いつの間にかそこでアルバイトに就くに至った。唐橋以上によく働く。

## 書誌情報
- tugeneko 『まほろばきっさ』 竹書房〈バンブーコミックス〉、全3巻
  1. 2015年2月27日発売[15][16][17]、ISBN 978-4-8019-5096-2
  2. 2016年3月28日発売[7][18]、ISBN 978-4-8019-5488-5
  3. 2017年10月27日発売[19]、ISBN 978-4-8019-6084-8

## 商業的評価
週間単行本売り上げランキングCOMIC ZIN調べで、単行本第1巻が2015年2月23日から3月1日までで第8位、第2巻が2016年3月28日から4月3日までで第5位を獲得した。